# イソグアニン
イソグアニン（英語: isoguanine）または、2-ヒドロキシアデニン（英語: 2-hydroxyadenine）は、プリン塩基の1つで、グアニンの異性体。DNAの酸化的損傷の産物であり、突然変異を引き起こすことが示されている。また、DNAの正常塩基対の非天然核酸アナログの研究では、イソシトシンと組み合わせて使用される。
ハチモジ核酸の核酸塩基として使用される。ハチモジDNAでは、1-メチルシトシンと対になり、ハチモジRNAではイソシトシンと対になる。

イソグアニン-イソシトシン塩基対